# Cotylopus
Cotylopus is een geslacht van straalvinnige vissen uit de familie van grondels (Gobiidae).

## Soorten
- Cotylopus acutipinnis Guichenot, 1863
- Cotylopus rubripinnis Keith, Hoareau & Bosc, 2005